# Čierny potok (přítok Kamienky)
Černý potok je potok na horní Spiši, v západní části okresu Stará Ľubovňa. Je to pravostranný přítok Kamienky, má délku 6 km a je tokem V. řádu.
Pramení ve východní části Spišské Magury, v podcelku Veterný vrch, v oblasti Olence, jihozápadně od kóty 897,0 m v nadmořské výšce přibližně 850 m n. m.
Na horním toku teče jihovýchodním směrem, zleva přibírá přítok pramenící severovýchodně od kóty 897,0 m a vstupuje do hornatiny Spišsko-šarišské medzihorie, do podcelku Ľubovnianska kotlina. Zde se nejprve stáčí severojižním směrem, zprava přibírá nejprve přítok z lokality Lazy, pak krátký přítok pramenící východně od kóty 730,3 m a na krátkém úseku teče na jihovýchod. Následně přibírá pravostranný přítok z lokality Škôlka a dále již pokračuje víceméně východním směrem. Zároveň postupně přibírá několik přítoků; zleva krátký přítok z lokality Šivarná, zprava přítok pramenící západně od kóty 681,3 m, opět zleva další přítok z oblasti Šivarné a také Šivarniansky potok.
Pak se na krátkém úseku větví na dvě ramena, vytváří oblouk prohnutý na sever a zleva ještě přibírá přítok (564,2 m n. m.) z oblasti Sošnikov. Nakonec se stáčí k ústí na jihovýchod a jihovýchodně od obce Kamienka se v nadmořské výšce cca 549 m n. m. vlévá do Kamienky.